# Grand Prix Suisse féminin 2001
La 5e édition du Grand Prix Suisse féminin a eu lieu le 9 septembre 2001. Elle fait partie du calendrier de la Coupe du monde de cyclisme sur route féminine 2001. La course est remportée par la Suédoise Susanne Ljungskog.

## Parcours
Le circuit de la course est long de 21,5 km. Il contient deux côtes. Celle entre Pfungen et Sonnenbühl (lieu-dit) est longue de deux kilomètres avec un passage à quinze pour cent et un dénivelé total de 124 m. Le dernier kilomètre est parfaitement plat et droit. Six tours sont à parcourir. Le dénivelé positif total est de 1 866 m.

## Récit de la course

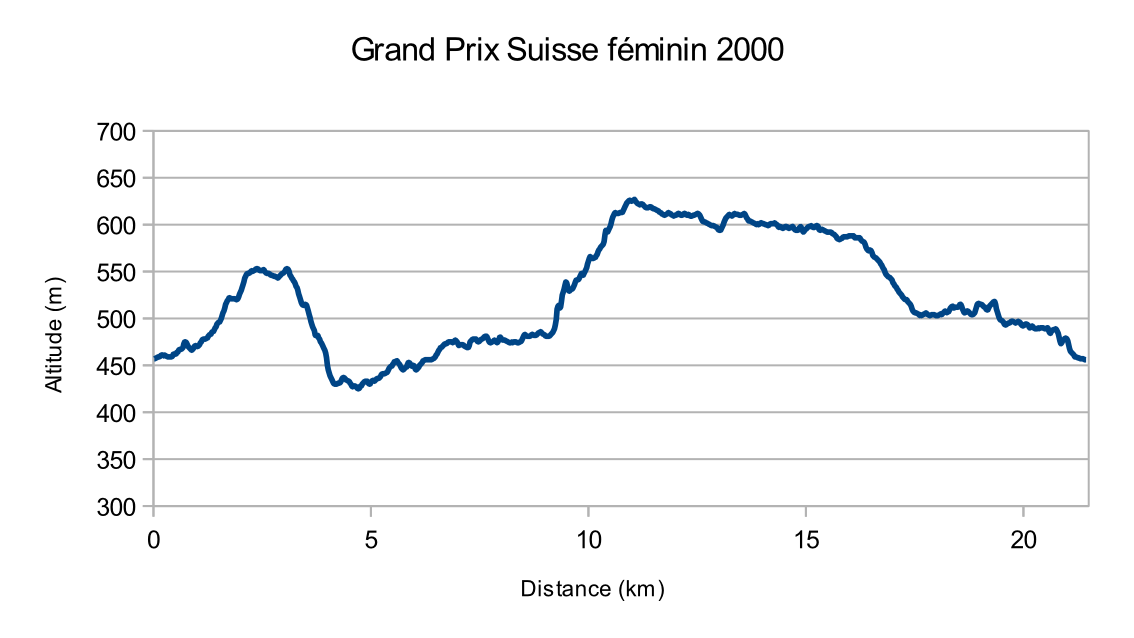
Profil de la course.

La leader de la Coupe du monde Anna Millward compte cinquante-et-un points d'avance sur Mirjam Melchers au départ de la course.
L'ascension présente sur le circuit produit une sélection au troisième tour. Susanne Ljungskog part avec Fabiana Luperini, Edita Pučinskaitė et Nicole Brändli, coéquipière de Luperini. À quarante kilomètres de l'arrivée, Alessandra Cappellotto et Marianna Lorenzoni partent à leur chasse. Derrière, la victoire en Coupe du monde occulte la course. En effet, l'équipe Saturn d'Anna Millward surveille Mirjam Melchers et voit d'un bon œil les échappées. Susanne Ljungskog accélère dans le final pour distancer Fabiana Luperini. Elle se présente seule à l'arrivée. Fabiana Luperini est deuxième, Edita Pučinskaitė troisième. Le peloton se dispute la septième place. Anna Millward reporte le sprint et conforte son avance face à Mirjam Melchers, neuvième.

## Classement final
| \| Classement général \| Classement général \| Classement général \| Classement général \| Classement général \| \| Coureuse \| Coureuse \| Pays \| Équipe \| Temps \| \| ------------------ \| ---------------------- \| ------------------ \| ------------------------- \| ------------------ \| \| 1re \| Susanne Ljungskog \| Suède \| Vlaanderen-T Interim \| 3 h 40 min 22 s \| \| 2e \| Fabiana Luperini \| Italie \| Edil Savino \| + 37 s \| \| 3e \| Edita Pučinskaitė \| Lituanie \| Alfa Lum-RSM \| + 37 s \| \| 4e \| Nicole Brändli \| Suisse \| Edil Savino \| + 1 min 45 s \| \| 5e \| Alessandra Cappellotto \| Italie \| Gas Sport Team \| + 5 min 54 s \| \| 6e \| Marianna Lorenzoni \| Italie \| Aliverti-Immobilione Luca \| + 6 min 56 s \| \| 7e \| Anna Millward \| Australie \| Saturn \| + 7 min 47 s \| \| 8e \| Monica Valvik-Valen \| Norvège \| Sponsorenservice \| + 7 min 47 s \| \| 9e \| Mirjam Melchers \| Pays-Bas \| Acca Due O-Lorena Camicie \| + 7 min 47 s \| \| 10e \| Petra Rossner \| Allemagne \| Saturn \| + 7 min 47 s \| |                        |           |                           |                 |
| |                        |           |                           |                 |
| |                        |           |                           |                 |
| Classement général |                        |           |                           |                 |
| Coureuse | Coureuse               | Pays      | Équipe                    | Temps           |
| 1re | Susanne Ljungskog      | Suède     | Vlaanderen-T Interim      | 3 h 40 min 22 s |
| 2e | Fabiana Luperini       | Italie    | Edil Savino               | + 37 s          |
| 3e | Edita Pučinskaitė      | Lituanie  | Alfa Lum-RSM              | + 37 s          |
| 4e | Nicole Brändli         | Suisse    | Edil Savino               | + 1 min 45 s    |
| 5e | Alessandra Cappellotto | Italie    | Gas Sport Team            | + 5 min 54 s    |
| 6e | Marianna Lorenzoni     | Italie    | Aliverti-Immobilione Luca | + 6 min 56 s    |
| 7e | Anna Millward          | Australie | Saturn                    | + 7 min 47 s    |
| 8e | Monica Valvik-Valen    | Norvège   | Sponsorenservice          | + 7 min 47 s    |
| 9e | Mirjam Melchers        | Pays-Bas  | Acca Due O-Lorena Camicie | + 7 min 47 s    |
| 10e | Petra Rossner          | Allemagne | Saturn                    | + 7 min 47 s    |